# Mecillinam
Mecillinam (INN) hoặc amdinocillin (USAN) là một loại kháng sinh penicillin phổ rộng thuộc nhóm amidinopenicillin liên kết đặc biệt với protein gắn penicillin 2 (PBP2), và chỉ được coi là có hoạt tính chống vi khuẩn gram âm. Nó được sử dụng chủ yếu trong điều trị nhiễm trùng đường tiết niệu, và cũng đã được sử dụng để điều trị bệnh thương hàn và sốt phó thương hàn. Vì mecillinam có sinh khả dụng đường uống rất thấp, một tiền chất hoạt động bằng đường uống đã được phát triển: pivmecillinam. Không có thuốc có sẵn ở Hoa Kỳ.

## Sử dụng trong y tế
Mecillinam được sử dụng trong điều trị nhiễm trùng do vi khuẩn gram âm nhạy cảm, đặc biệt là nhiễm trùng đường tiết niệu thường gặp nhất do Escherichia coli. Mecillinam hoạt động chống lại hầu hết các vi khuẩn gram âm gây bệnh, ngoại trừ Pseudomonas aeruginosa và một số loài Proteus. Một số nghiên cứu cũng cho thấy nó có hiệu quả như các loại kháng sinh khác trong điều trị nhiễm Staphylococcus saprophyticus, mặc dù nó là Gram dương, có thể là do mecillinam đạt nồng độ rất cao trong nước tiểu.
Sức đề kháng trên toàn thế giới đối với mecillinam ở vi khuẩn gây nhiễm trùng đường tiết niệu vẫn còn rất thấp kể từ khi được giới thiệu; một nghiên cứu năm 2003 được thực hiện ở 16 quốc gia châu Âu và Canada cho thấy mức kháng từ 1,2% (Escherichia coli) đến 5,2% (Proteus mirabilis). Một nghiên cứu lớn khác được thực hiện ở Châu Âu và Brazil đã thu được kết quả tương tự - ví dụ 95,9% các chủng E. coli rất nhạy cảm với mecillinam.

## Tác dụng phụ
Hồ sơ tác dụng phụ của mecillinam tương tự như các penicillin khác. Tác dụng phụ phổ biến nhất của nó là phát ban và rối loạn tiêu hóa, bao gồm buồn nôn và nôn.

## Lịch sử
Với tên mã FL 1060, mecillinam được phát triển bởi công ty dược phẩm Leo ở Đan Mạch (nay là LEO Pharma). Nó được mô tả lần đầu tiên trong các tài liệu khoa học trong một bài báo năm 1972.